# Daniel Robert (publicitaire)
Pour les articles homonymes, voir Daniel Robert et Robert.
Daniel Robert, né le 1er juillet 1947 à Constance en Allemagne, est un publicitaire français.

## Carrière et entrepreneuriat
Il est élève à l’École de communication Saint-Luc (université catholique de Louvain) à 22 ans, puis est associé au lancement de la première agence Havas conseil à Nancy en 1969. Il rejoint le  groupe Publicis dès 1970 en tant que chef de groupe création et est rapidement remarqué par le fondateur Marcel Bleustein-Blanchet qui le désigne alors comme responsable de l’image du groupe.
En 1973, Daniel Robert s’associe pour créer sa première agence de publicité CFRP, dont R pour Robert et en demeure directeur de la création jusqu’en 1982.

## Parcours professionnel
- Création de Communications Créatives 1976 : société d’études qualitatives.
- Lancement de Robert & Partners, 1982, dont il est président.
- Filiales : Robert & Public, agence de relations presse. Communider : agence de marketing direct. Le Parrain : agence de communication événementielle.
- Création de SNC, 1986, Société nationale de communication : agence de communication politique.
- Vice-président puis président du groupe international Univas, de 1986 à 1991.
- Cession du Groupe Robert & Partners en deux temps : d’abord City Corp, première banque mondiale de l’époque, puis Eurocom/ Havas. (décembre 1991).
- Vente de SNC 1999.
- Création de la SAS Novaction Santé, 2008, destinée à l’innovation en matière d’éducation pour la santé. Propriétaire de la marque GymStill.

Daniel Robert est également un artiste numérique sous le pseudonyme de Lou Blitz, qu'il utilise aussi dans la photographie. Il se spécialise dans la représentation de femmes nues.

## Rôle dans la publicité française
Il est l'auteur de nombreuses campagnes publicitaires et formules parfois entrées dans le langage courant.
- « Un verre ça va, trois verres, bonjour les dégâts ! » pour le Comité Français d'Éducation pour la Santé (CFES devenu INPES) ; formule entrée dans le langage courant.
- « Tu t'es vu, quand t'as bu ? » pour le CFES.
- « Au secours, la droite revient ! » pour le Parti socialiste français
- « Éduquons ! C'est une insulte ? » pour le lancement de La Cinquième la chaîne du savoir, de la formation et de l'emploi, en 1994.
- « BNP : pour parler franchement, votre argent m'intéresse. » en 1973.
- Également inventeur de « Bison Futé » pour  Jean Poulit[3] au Ministère de l'Équipement.
- De « Monsieur Plus » pour Bahlsen.
- Des films de « La chasse au Gaspi »
- Inventeur du slogan « SNCF, c'est possible ! »
- Ou encore pour Charles Pasqua. « Euroland : Liberté, je chéris ton non. »

Il a également travaillé pour Médecins sans frontières « Accompagnez-les au moins jusqu’à la frontière », Action internationale contre la faim (AICF) « Passons à l’action », Secours catholique « Déchaîne ton cœur ».
Réalisé à l'occasion de la sortie livre Bleu Blanc Pub (30 ans de communication gouvernementale) en novembre 2008, un sondage portant sur les campagnes préférées du public, révèle qu'il est l'auteur de 2 des 10 campagnes publicitaires préférées des Français : « Un verre ça va, trois verres... Bonjour les dégâts ! » et « Tu t'es vu quand t'as bu ? »).

## Portrait de Daniel Robert dans l'émissionStrip-Tease
En 1996, il est le sujet d'un reportage de Pierre Carles pour l'émission Strip-Tease intitulé « Le Désarroi esthétique », dans laquelle il apparaît alors en bourgeois suffisant profitant de son luxe pour s'adonner à de menus plaisirs en portant un discours lunaire très loin de la réalité commune du français moyen. Daniel Robert réagit lors d'une émission « Arrêt sur images » de Daniel Schneidermann décrivant le réalisateur comme « quelque peu pervers » et affirmant jouer « au second degré » pendant tout le documentaire, allant même jusqu'à définir Pierre Carles de manipulateur lors de ce tournage.

## Publications
- Lettres à un jeune publicitaire, Balland, 1995  (ISBN 978-2-71581-080-8) (traduction japonaise en 1997)
- Meurtres dans la pub, Calmann-Lévy, 1989  (ISBN 978-2-70211-773-6) France Loisirs, 1989  (ISBN 978-2-72424-6780-) format poche, Pocket, 1990   (ISBN 978-2-72424-678-0)
- Cracs de cracks : variations sur les vanités, Balland, Jacob-Duvernet 1995.   (ISBN 978-2-71581-084-6)

## Filmographie
- 1996 : Le Désarroi esthétique réalisé par Pierre Carles[6]
- 2001: Daniel Robert au sujet de Pierre Carles "il est très pervers" dans l'émission Arrêt sur images[7]